# Ваншип (Юта)
Ваншип (англ. Wanship) — переписна місцевість (CDP) в США, в окрузі Самміт штату Юта. Населення — 423 особи (2020).

## Географія
Ваншип розташований за координатами 40°49′0″ пн. ш. 111°24′54″ зх. д. / 40.81667° пн. ш. 111.41500° зх. д. (40.816754, -111.415073).  За даними Бюро перепису населення США в 2010 році переписна місцевість мала площу 13,09 км², уся площа — суходіл.

## Демографія
Згідно з переписом 2010 року, у переписній місцевості мешкало 400 осіб у 138 домогосподарствах у складі 110 родин. Густота населення становила 31 особа/км².  Було 164 помешкання (13/км²).
Расовий склад населення:
| - 91,5 % — білих - 0,3 % — корінних американців - 6,0 % — осіб інших рас |

До двох чи більше рас належало 2,3 %. Частка іспаномовних становила 8,8 % від усіх жителів.
За віковим діапазоном населення розподілялося таким чином: 25,7 % — особи молодші 18 років, 61,0 % — особи у віці 18—64 років, 13,3 % — особи у віці 65 років та старші. Медіана віку мешканця становила 43,4 року. На 100 осіб жіночої статі у переписній місцевості припадало 97,0 чоловіків;  на 100 жінок у віці від 18 років та старших — 92,9 чоловіків також старших 18 років.
За межею бідності перебувало 21,1 % осіб, у тому числі 36,4 % дітей у віці до 18 років та 23,1 % осіб у віці 65 років та старших.
Цивільне працевлаштоване населення становило 292 особи. Основні галузі зайнятості: мистецтво, розваги та відпочинок — 26,7 %, освіта, охорона здоров'я та соціальна допомога — 12,7 %, виробництво — 11,0 %, науковці, спеціалісти, менеджери — 9,9 %.